# Elecciones municipales de Mariscal Nieto de 1989
Las elecciones municipales de Mariscal Nieto de 1989 se llevaron a cabo el 12 de noviembre de 1989 para elegir al alcalde y al Concejo Provincial de Mariscal Nieto para el periodo 1990-1992. La elección se celebró simultáneamente con elecciones municipales en todo el país.

## Sistema electoral
La Municipalidad Provincial de Mariscal Nieto es el órgano administrativo y de gobierno de la provincia de Mariscal Nieto. Está compuesta por el alcalde y el Concejo Provincial.
La votación del alcalde y el concejo se realiza en base al sufragio universal, que comprende a todos los ciudadanos nacionales mayores de dieciocho años, empadronados y residentes en la provincia de Mariscal Nieto y en pleno goce de sus derechos políticos, así como a los ciudadanos no nacionales residentes y empadronados en la provincia de Mariscal Nieto.
El Concejo Provincial de Mariscal Nieto está compuesto por 19 regidores elegidos por sufragio directo para un período de tres (3) años, en forma conjunta con la elección del alcalde (quien lo preside). La votación es por lista cerrada y bloqueada. La votación es por lista cerrada y bloqueada. Se asigna a la lista ganadora los escaños según el método d'Hondt o la mitad más uno, lo que más le favorezca. Es elegido como alcalde el candidato que ocupe el primer lugar de la lista que haya obtenido la más alta votación.

## Composición del Concejo Provincial de Mariscal Nieto
La siguiente tabla muestra la composición del Concejo Provincial de Mariscal Nieto antes de las elecciones.
| Partidos | Partidos                  | Regidores |
| -------- | ------------------------- | --------- |
|          | Partido Aprista Peruano   | 12        |
|          | Izquierda Unida           | 5         |
|          | Partido Popular Cristiano | 2         |

## Partidos y candidatos
A continuación se muestra una lista de los principales partidos y alianzas electorales que participaron en las elecciones:
| Candidatura | Candidatura | Partidos y alianzas | Candidatos | Candidatos             | Ideología                                                        | Resultado previo | Resultado previo | Ref. |
| Candidatura | Candidatura | Partidos y alianzas | Candidatos | Candidatos             | Ideología                                                        | Votos (%)        | Reg.             | Ref. |
| ----------- | ----------- | --- | ---------- | ---------------------- | ---------------------------------------------------------------- | ---------------- | ---------------- | ---- |
|             | APRA        | Lista - Partido Aprista Peruano (APRA) |            | Calixto Cabello Oviedo | Aprismo                                                          | 57.25%           | 12               |      |
|             | IU          | Lista - Izquierda Unida (IU) – Unión de Izquierda Revolucionaria (UNIR) – Partido Unificado Mariateguista (PUM) – Partido Comunista Peruano (PCP) – Frente Obrero Campesino Estudiantil y Popular (FOCEP) |            | Zenón Cuevas Pare      | Marxismo-leninismo Socialismo Comunismo                          | 26.08%           | 5                |      |
|             | FREDEMO     | Lista - Frente Democrático (FREDEMO) – Acción Popular (AP) – Movimiento Libertad (Libertad) – Partido Popular Cristiano (PPC)                                                                             |            | Giuseppe Baldi Cogo    | Liberalismo económico Humanismo cristiano Conservadurismo social | 10.39%           | 1                |      |
|             | FNTC        | Lista - Frente Nacional de Trabajadores y Campesinos (FNTC) |            | Hugo Quispe Mamani     | Nacionalismo de izquierda Tahuantinsuyismo                       | Nuevo            | Nuevo            |      |
|             | IND         | Lista - Lista Independiente N° 9 |            | Ángel Espejo Salinas   | Localismo nietino                                                | Nuevo            | Nuevo            |      |

## Resultados

### Sumario general
| Partidos y coaliciones                                                                                      | Partidos y coaliciones                              | Voto popular | Voto popular | Voto popular | Regidores | Regidores |
| Partidos y coaliciones                                                                                      | Partidos y coaliciones                              | Votos        | %            | ±pp          | Total     | +/−       |
| --- | --------------------------------------------------- | ------------ | ------------ | ------------ | --------- | --------- |
| | Frente Nacional de Trabajadores y Campesinos (FNTC) | 5,127        | 30.34        | Nuevo        | 0         | n/a       |
| | Frente Democrático (FREDEMO)1                       | 4,715        | 27.90        | +17.51       | 0         | n/a       |
| | Izquierda Unida (IU)                                | 4,713        | 27.89        | +1.82        | 0         | n/a       |
| | Partido Aprista Peruano (APRA)                      | 2,297        | 13.59        | –43.66       | 0         | n/a       |
| | Lista Independiente N° 9                            | 49           | 0.29         | n/a          | 0         | n/a       |
| |                                                     |              |              |              |           |           |
| Total | Total                                               | 16,901       |              |              | 19        | n/a       |
| |                                                     |              |              |              |           |           |
| Votos válidos                                                                                               | Votos válidos                                       | 16,901       | 83.10        | –16.90       |           |           |
| Votos en blanco                                                                                             | Votos en blanco                                     | 769          | 3.78         | +3.78        |           |           |
| Votos nulos                                                                                                 | Votos nulos                                         | 2,668        | 13.12        | +13.12       |           |           |
| Votos emitidos                                                                                              | Votos emitidos                                      | 20,338       | 72.22        | +3.50        |           |           |
| Abstenciones                                                                                                | Abstenciones                                        | 7,822        | 27.78        | –3.50        |           |           |
| Votantes registrados                                                                                        | Votantes registrados                                | 28,160       |              |              |           |           |
| |                                                     |              |              |              |           |           |
| Fuente: |                                                     |              |              |              |           |           |
| Notas al pie: 1 Comparado con los resultados del Partido Popular Cristiano (PPC) en las elecciones de 1986. |                                                     |              |              |              |           |           |
| Notas al pie:                                                                                               |                                                     |              |              |              |           |           |
| 1 Comparado con los resultados del Partido Popular Cristiano (PPC) en las elecciones de 1986.               |                                                     |              |              |              |           |           |

## Elecciones municipales distritales

### Resultados por distrito
La siguiente tabla enumera el control de los distritos de la provincia de Mariscal Nieto. El cambio de mando de una organización política se resalta del color de ese partido.
| Distrito                 | Alcalde(sa) titular   | Partido político | Partido político        | Alcalde(sa) electo(a)      | Partido político | Partido político                |
| ------------------------ | --------------------- | ---------------- | ----------------------- | -------------------------- | ---------------- | ------------------------------- |
| Carumas                  | Félix Quispe Mamani   |                  | Partido Aprista Peruano | Guillermo Córdova Vizcarra |                  | Izquierda Unida                 |
| Cuchumbaya               | Félix Ventura Mamani  |                  | Partido Aprista Peruano | Francisco Flores Luis      |                  | Izquierda Unida                 |
| Samegua                  | José Flores Vera      |                  | Partido Aprista Peruano | Miguel Zeballos Málaga     |                  | Lista Independiente N° 7        |
| San Cristóbal de Calacoa | Leonardo Vizcarra Rea |                  | Partido Aprista Peruano | Froilán Vizcarra Mamani    |                  | Frente Nacional de Trabajadores |
| Torata                   | Salomón Salas Apaza   |                  | Partido Aprista Peruano | Jesús Martínez Lajo        |                  | Izquierda Unida                 |